# شمس الدين البرماوي
أبو عبد الله شمس الدين محمد بن عبد الدائم بن موسى بن عبد الدائم النعيمي العسقلاني البِرْمَاوي المصري (763هـ/1362م - القدس 831هـ/1428م) أصولي وفقيه شافعي، وعالم بالحديث والنحو والعربية.
نسبته إلى «برمة» من الغربية بمصر، والنعيمي نسبة إلى نعيم المحجر، وأصله من عسقلان، حفظ القرآن صغيراً وتفقه ثم سمع الحديث على جماعة، وتوجه إلى دمشق ثم القاهرة، وتولى فيهما الإفتاء والتدريس والتصنيف ونيابة الحكم، وحج وجاور بمكة سنة، ثم توجه إلى القدس، وتولى التدريس فيها حتى مات.
انتفع به خلق كثير، وأصبح تلاميذه رؤساء في حياته، وكان عالماً بالفقه وأصوله والعربية، مع حسن الخط والنظم، والتواضع ولطف الأخلاق.
من كتبه: «اللامع الصبيح على الجامع الصحيح للبخاري» أربع مجلدات، و«ألفية في أصول الفقه» و«شرحها» في مجلدين، و«شرح لامية ابن مالك» و«شرح الصدور بشرح زوائد الشذور» في النحو، و«شرح العمدة» و«منظومة في الفرائض»، و«شرح ثلاثيات البخاري» في الحديث، و«المقدمة الشافية في علمي العروض والقافية» و«مختصر في السيرة النبوية» وله حواش وتعليقات أخرى.